# Rebecca Ferratti
Christine Richters Lynne Austin
Christine Richters Lynne Austin
Rebecca Michelle Ferratti (née le 27 novembre 1964 à Helena dans le Montana) est une actrice, mannequin et danseuse américaine.

## Filmographie
- 1986 : Trois amigos !
- 1987 : Le Flic de Beverly Hills 2
- 1988 : Poupées de chair (slasher)
- 1989 : Les Bannis de Gor (en) (Outlaw of Gor)
- 1994 : Ace Ventura, détective pour chiens et chats : la maîtresse attirante du shih tzu
- 1995 : L'Étreinte du vampire (film d'horreur)
- 1995 : Une femme à abattre
- 2002 : Power Elite (téléfilm)

## Clips
Elle a travaillé comme danseuse dans des vidéos musicales pour plusieurs artistes :
- Cheap Trick
- Aerosmith
- Mötley Crüe
- David Lee Roth
- The Beach Boys
- Winger
- Donny Osmond